# Campionato olandese di pallavolo maschile
Il campionato olandese di pallavolo maschile è un insieme di tornei pallavolistici per squadre di club olandesi, istituiti dalla Federazione pallavolistica dei Paesi Bassi.

## Struttura
- Campionati nazionali professionistici:

Eredivisie: a girone unico, partecipano dodici squadre;
- Campionati nazionali non professionistici.

Topdivisie: a girone unico, partecipano quattordici squadre.